# Parafia św. Jana Chrzciciela w Łankiejmach
Parafia świętego Jana Chrzciciela w Łankiejmach – parafia rzymskokatolicka znajdująca się w archidiecezji warmińskiej, w dekanacie Reszel.